# 2008年伊朗議會選舉
2008年伊朗議會選舉的首輪選舉在3月14日舉行，第二輪選舉則在4月25日舉行，选举出伊朗伊斯兰共和国时期的第8届伊斯兰议会，或自波斯立宪革命以来的第33届议会的全部席次。由於「幾乎所有重要的」改革派候選人的參選資格被取消，忠於總統馬哈茂德·艾哈邁迪內賈德的原则主义派被視為是選舉的贏家。

## 选举制度
在议会的全部290席中，有285席为地方直选的民意代表，还有5席为宗教少数派保留席位分配給瑣羅亞斯德教、波斯猶太人、亞述人、亞美尼亞人 (2席)，其餘285席地方直選席次從196個大或小選區直選而來。
在只有一个席次的小选区中，得票最高者当选，但必须获得超过四分之一选票；若无候选人达到四分之一，则两位得票率最高的候选举行第二轮选举。在有多个席次的大选区中，採用全票制，即选民的票数与该选区的席次数相同，得票数最高的几名候选人当选，但必须获得超过四分之一选票；若还有空缺，则举行第二轮选举，第二轮选举的候选人数目为空缺席次的两倍，若剩余未当选候选人数目不足两倍，则全部未当选者参选。
选民资格为全体满18周岁的伊朗公民，且无精神障碍。

## 候选人

### 候選資格
根据伊朗法律，候选人必须：
- 是伊朗公民；
- 支持伊斯兰共和国，承诺效忠宪法；
- 是虔诚的穆斯林（宗教少数派保留席位候选人除外）；
- 不是“名声败坏”；
- 身体健康且介于30至75岁之间，身體健康。

具體來說，如果候選人被認定有精神障礙、積極支持巴列維王朝或被視為非法的政黨和組織、被指控從事反政府活動、放棄伊斯蘭信仰、被判犯有腐敗、叛國、欺詐、賄賂、毒品罪，或被判違反伊斯蘭教法。此外，候選人必須識字，不能在巴列維政府中擔任要職，不能是大地主、政府部長、宪法监护委员会和伊朗最高法院成員、總檢察長、一些公務員和宗教領袖、武裝部隊成員也被禁止競選公職。

### 審查結果
在選舉開始數個月前的2007年12月14日，21個溫和改革黨派圍繞著前總統穆罕默德·哈塔米組織政治聯盟，以增加他們在選舉當中的勝算。不過，宪法监护委员会轄下的調查機構選舉監督及執行理事會取消了約1700名候選人的參選資格，理由是他們對伊朗革命沒有足夠的忠誠度。被限制參選的候選人包括90%的「獨立及改革派候選人」、19位現任議會議員及魯霍拉·霍梅尼的孫兒阿里·埃什拉吉，他說道：
|  | 他們（憲法監督委員會）採用的辨別方法令我感到悲哀……他們向我的左鄰右里查問我有沒有進行禮拜和齋戒、我的妻子有沒有遵循希贾布、我有沒有刮臉和吸煙、我駕駛甚麼的車輛、我有沒有穿著西裝。 |

另一位候選人阿亞圖拉穆薩維·大不里士（Mousavi Tabrizi）也被取消參選資格，理由是「對法律和伊斯蘭教缺乏信仰」，他不僅是阿亞圖拉（宗教領袖），又是庫姆神學院科學委員會的成員，他在之前還得以參選專家會議的選舉，專家議會是負責選舉最高領袖的機關。

## 競選
本次选举伊朗全國有4500名候選人角逐議會290個議席，18歲以上的合資格選民預計達4400萬。在排除了改革派候選人的情況下，選舉被描述為支持與不支持艾哈邁迪內賈德的「原则主义派之爭」，或支持與不支持艾哈邁迪內賈德的強硬派之爭。另一方面，改革派領袖呼籲伊朗人在議會選舉裡投票，希望可以阻止強硬派攜手艾哈邁迪內賈德壟斷所有席次。

## 选举结果

### 概覽

原则主义派（195） 改革派（51）
獨士人士（39） 少數宗教（5）

由于伊朗没有西方式的政黨，只能根据候選人立场和参与选举名單进行分类，因此各信息来源的选举结果有所出入。
2008年3月14日/4月25日伊朗議會選舉結果
| 聯盟                            | 議席（第一輪） | 議席（第二輪） | 議席（總數） | %     |
| ------------------------------- | -------------- | -------------- | ------------ | ----- |
| 原则主义派                      | 143            | 52             | 195          | 67.2% |
| 改革派                          | 31             | 20             | 51           | 17.9% |
| 獨立人士                        | 29             | 10             | 39           | 13.4% |
| 宗教少数派保留席位              | 5              | 0              | 5            | 1.7%  |
| 總數（投票率：60%）             | 208            | 82             | 290          | 100%  |
| 來源：IPU（页面存档备份，存于） |                |                |              |       |

### 投票率
首輪選舉的投票率存在爭議，政府官員稱投票率是65%，這是一個较高的水平，但卻不及1990年代末及2000年代初的80%，一些原则主义派人士聲稱投票率達到73%以上，顯示政權受到支持。不过「內政部的數據顯示全國投票率為52%，而德黑蘭的投票率不高於30%」，與2004年議會選舉相當。
根據流亡伊朗記者组成的新聞網站报道，4900萬18歲以上的合資格選民當中，2300萬（即46%）人在首輪議會選舉裡投票。在参与选举的人群中，来自大城市和省会城市的选民占30%，而在作为全国政治神经中枢、居民政治行为最为活跃的德黑兰，投票率仅为27%。

### 首輪選舉
總統馬哈茂德·艾哈邁迪內賈德的盟友得到最多的議席。不过原则主义反對派在議會裡也形成一股勢力，顯示對總統的激進手段及未能修復伊朗經濟的不滿增強。改革派在得以參選的城市，展現了一定的力量，他們爭取伊朗的民主及改善與西方的關係。改革派領袖在2006年3月18日聲稱14名當選的獨立人士是支持改革的，使他們合共贏得45席。如果這是屬實，那麼改革派在議會當中的勢力會相當於上屆議會。伊朗最高领袖阿里·哈梅內伊在同一天宣佈選舉結果，并表示原则主义派的勝利表示伊朗人堅決抵抗西方的決心。美國和歐洲表示改革派被限制參選，造成選舉不公。

### 第二輪選舉
由于有82個議席未有任何候選人獲得25%以上的選票，因此於2008年4月25日舉行第二輪選舉，其中11個議席屬於德黑蘭選區。候選人中69個是原则主义派，41個是改革派，还有54个獨立人士。第二輪選舉的投票率僅得25%，根據政府的最終統計數字，65萬德黑蘭居民在第二輪選舉當中投票，不高於德黑蘭合資格選民的8%。

## 后续
本次选举结果被描述為伊朗失業、通貨膨脹、燃料短缺以及日益加劇的不平等问题的展现。另外，保守派神職人員對總統內賈德「浮誇且迷信色彩强烈的煽动式虔诚，以及他對軍人而非神職人員的偏愛」感到不满。選舉結束後，第8屆的伊斯蘭會議在2008年5月27日召開。

## 註解
1. ↑  選舉的投票率存在爭議。
2. ↑  例如半官方的法斯新聞社報導，在3月15日的首輪選舉裡產生不多於三分之二的議席，原则主义派得到125席、改革派得到35席、獨立人士得到10席。另外39名當選候選人的政治立場未能即時得知，5席由伊朗的宗教少数派瓜分。[16]

## 外部連結
- 伊朗檔案（页面存档备份，存于），選舉指南（英文）